# Loxocera chinensis
Loxocera chinensis är en tvåvingeart som beskrevs av Iwasa 1996. Loxocera chinensis ingår i släktet Loxocera och familjen rotflugor.
Artens utbredningsområde är Yunnan (Kina). Inga underarter finns listade i Catalogue of Life.